# 穆罕默德三世 (西喀喇汗)
穆罕默德（III. Muhammed，?—?），西喀喇汗国第19代汗，阿里·恰格雷汗的孙子，馬斯烏德二世的儿子。西喀喇汗国是西辽的属国，馬斯烏德二世死后，侄子骨咄祿·毗伽汗阿布都·哈利克和穆罕默德争位。最后穆罕默德胜出，夺得汗位。这时布哈拉由当地世袭的布尔罕统治。
| 前任： 骨咄祿·毗伽汗 | 西喀喇汗国可汗 1171年—1175年 | 繼任： 穆罕默德·阿克达什·桃花石汗 |